# Мостовка (Иркутская область)
Мостовка — населённый пункт (участок) в Заларинском районе Иркутской области России. Входит в состав Троицкого муниципального образования. Находится примерно в 71 км к юго-западу от районного центра.

## Население
| 2002 | 2010 | 2011 | 2012 |
| ---- | ---- | ---- | ---- |
| 76   | ↘45  | →45  | ↘39  |

Гендерный состав
По данным Всероссийской переписи, в 2010 году в населённом пункте проживало 45 человек (23 мужчины и 22 женщины).